# NGC 1296
NGC 1296 este o galaxie spirală situată în constelația Eridanul. A fost descoperită în 1886 de către Francis Leavenworth.